# Ronan Kerdraon
Pour les articles homonymes, voir Kerdraon.
Ronan Kerdraon, né le 16 juillet 1962 à Brest, est un homme politique français, anciennement membre du Parti socialiste. Il est maire de Plérin depuis 2008 puis sénateur entre 2010 et 2014.

## Biographie

### Vie privée
Avant d’être élu, Ronan Kerdraon est professeur d'histoire, de géographie et d’éducation civique dans le collège de la ville de Plouguenast (Côtes-d'Armor).

### Carrière politique
Du 18 mars 2001 au 15 mars 2008, Ronan Kerdraon est conseiller municipal de Plérin (Côtes-d'Armor). Il est élu maire de la commune le 16 mars 2008 lors des élections municipales de 2008 et est reconduit dans ses fonctions en 2014 et 2020.
Il devient sénateur des Côtes-d'Armor le 16 mars 2010, à la suite du décès de Jacqueline Chevé dont il avait été élu suppléant lors des élections sénatoriales de 2008. Il n'est pas candidat à sa succession lors des élections sénatoriales de septembre 2014.
Ronan Kerdraon est aussi secrétaire général du Bureau régional d'études et d'informations socialiste (BREIS).
De 2017 à 2020, il est le 1er vice-président de Saint-Brieuc Armor Agglomération, chargé des transports, modes de déplacement et partenariats économiques,.
Fin juin 2017, il est averti d'un vandalisme sur sa propre page Wikipédia. Il la rectifie aussitôt et porte plainte pour diffamation ; le coupable est condamné à verser 300 euros d'amende et à verser 500 € de préjudice moral au maire de Plérin.
Le 16 juillet 2020, il est élu président de Saint-Brieuc Armor Agglomération et succède à Marie-Claire Diouron, maire de Saint-Brieuc entre 2017 et 2020.

### Faits divers
En 2017, il est condamné pour conduite en état d'ivresse. 
Le 31 mai 2022, il est placé en garde à vue pour avoir causé, deux jours plus tôt, un accident de la route en conduisant sous l'emprise de l'alcool . Jugé en plaider-coupable le lendemain, il encourt 8 mois de prison avec sursis, suspension de permis de 2 mois et 400€ d'indemnités.

## Détail des fonctions et des mandats
Mandat parlementaire
- 16 mars 2010 - 30 septembre 2014 : sénateur des Côtes-d'Armor

Mandats locaux
- depuis le 16 juillet 2020 : président de Saint-Brieuc Armor Agglomération
- 7 janvier 2017 - 16 juillet 2020 : 1er vice-président de Saint-Brieuc Armor Agglomération
- depuis le 16 mars 2008 : maire de Plérin